# Содоль Юрій Іванович
Ю́рій Іва́нович Со́доль (26 грудня 1970, м. Чугуїв, Харківська область, Українська РСР, СРСР) — український військовий, генерал-лейтенант.
Командувач об'єднаних сил ЗСУ (лютий — червень 2024), командувач Морської піхоти України (2018—2024). Герой України (2022).

## Життєпис
Народився у родині військових.
У 1988 році закінчив середню школу в Маріуполі, у 1988-1992 роках навчався в Сумському вищому артилерійському командному училищі. В 1990-ті роки на різних посадах служив в артилерійському полку на Дніпропетровщині.
У 2002 році закінчив Національну академію оборони України за спеціальністю «бойове застосування та управління діями підрозділів (частин, з'єднань) Сухопутних військ», де здобув кваліфікацію офіцера військового управління оперативно-тактичного рівня. Служив у десантних військах з 2003 року. За цей час здійснив 96 стрибків з парашутом.
У 2007 був призначений командиром 25-ї повітрянодесантної бригади.
З 2014 року — учасник АТО, 25-та окрема повітрянодесантна бригада, командиром якої був Юрій Содоль, п'ять місяців провела в активних боях.
У 2015 році отримав кваліфікацію офіцера військового управління оперативно-стратегічного рівня в Національному університеті оборони України. Того ж року став першим заступником командувача ДШВ ЗС України.
6 березня 2018 року був призначений на посаду командувача Морської піхоти. 5 грудня — присвоєно військове звання генерал-лейтенанта.
На початку повномасштабного вторгнення генерал відповідав за оборону на Маріупольському напрямку. Але тоді його підлеглі не змогли завадити стрімкому російському наступу біля Волновахи, а під час облоги Маріуполя значна частина і командир 36-ї бригади морпіхів, Герой України Володимир Баранюк потрапили в полон .
На 2023 рік був командиром оперативно-тактичного угруповання «Донецьк» (Вугледарський напрямок).
11 лютого 2024 у ході кадрових змін у вищому командуванні ЗСУ отримав посаду Командувача об'єднаних сил ЗСУ. У квітні 2024 став керівником ОСУВ «Хортиця». Згідно з Юрієм Бутусовим Содоль прийняв командування одразу після підвищення Олександра Сирського в лютому.
24 червня президент України  Володимир Зеленський звільнив Содоля з посади командувача Об'єднаних сил.

### Звинувачення
Відомо про військовослужбовців 211-ї понтонно-мостової бригади які у 2023 році були відправлені у відрядження в угруповання морської піхоти «Катран», командувачем якого тоді був генерал-лейтенант Юрій Содоль, однак самі займалися будівництвом будинку на Хмельниччині.
23 червня 2024 керівник штабу бригади «Азов» НГУ Богдан Кротевич подав до ДБР заяву із закликом провести розслідування щодо Содоля. Кротевич звинувачував генерала в перевищенні службових повноважень та некомпетентному командуванні військами, що призвело до втрат великої частини території України і просить перевірити командувача на факт співпраці з ворогом.
22 липня стало відомо, що ДБР не внесло відомості в ЄРДР, надавши відповідь, що бюро «перевірить дії генерала Содоля», та зазначила абсолютно необгрунтовану позицію про приєднання відомостей до матеріалів справи про розпочате кримінальне провадження щодо прориву оборони в Харківській області. Відомості в ЄРДР не внесені, розслідування по відповідній заяві не початі, але й проявляються інші цікаві факти вже в сфері судочинства, де судді раптово йдуть у відпустки у процесі призначення засідання по справі щодо внесення відомостей в ЄРДР, нова дата засідання призначена на 19 серпня.
30 вересня 2024 року апеляційний суд України зобов’язав ДБР відкрити справу щодо Содоля. 1 листопада стало відомо, що генерал-лейтенанта Юрія Содоля звільнили з військової служби на підставі висновку ВЛК.

#### Операція на лівому березі Херсонщини
Содоля звинувачували у прорахунках на посаді очільника Морської піхоти, неналежну організацію логістичного забезпечення українського плацдарму в Кринках на Херсонщині. На той момент клаптик території на лівому березі Дніпра українські армійці утримують вже понад 9 місяців в надзвичайно складних умовах і мають значні втрати серед особового складу. Доцільність утримання плацдарму в таких умовах викликала питання у військових аналітиків. Содоля критикували за те, що він не цінував особовий склад.
У липні стало відомо, що згідно інформації від Національної поліції України, в період із жовтня 2023-го до кінця червня 2024-го на лівому березі Херсонщини у селі Кринки зникли безвісти 788 українських військових, ще 262 загиблі.
Втрата с. Очеретине
Очеретине знаходилось на узвишші та являлось надзвичайно вигідним рубежем для оборони рокадної дороги оперативного значення Покровськ-Костянтинівка та для стримування сил ворога після захоплення ним м. Авдіївка. У результаті невдалих ротацій підрозділів у квітні 2024 року на лінії Очеретине-Новокалинове, відсутності плану оборони та адекватної оцінки загрози у період з 12 по 24 квітня під час стрімкого наступу переважаючих сил населений пункт був втрачений. Це мало дуже негативні наслідки для подальшої оборони підступів до Покровсько-Мирноградської агломерації у 2024 році.      
Бої за м. Торецьк
У кінці травня - на початку червня 2024 року проведено чергову «суперечливу» ротацію підрозділів з укріплених рубежів на цей раз вже довкола Торецька. Ослабленням цієї ділянки стрімко скористався ворог та розпочав активний наступ у наслідок якого до середини серпня було втрачено позиції далеко за межею першої лінії оборони (с. Північне, с. Залізне, с. Нью-Йорк). До кінця 2024 року ситуація ще більше погіршилась.     

## Сім'я
Одружений, має двох синів.

## Нагороди
- Герой України (28 лютого 2022)[32];
- Орден Богдана Хмельницького ІІІ ступеня (2015) — За особисту мужність і героїзм, виявлені у захисті державного суверенітету та територіальної цілісності України, високий професіоналізм, вірність військовій присязі[33].
- Орден «За мужність» ІІІ ступеня (2014) — За особисту мужність і героїзм, виявлені у захисті державного суверенітету та територіальної цілісності України, вірність військовій присязі[34].
- Медаль «За військову службу Україні» (2010) — За вагомий особистий внесок у зміцнення обороноздатності Української держави, зразкове виконання військового обов'язку, високий професіоналізм та з нагоди 19-ї річниці Збройних Сил України[35].
- медаль «За сумлінну службу» ІІ ступеня;
- медаль «15 років Збройним Силам України»;
- медаль «Ветеран служби»;
- відзнака Міністра оборони України «Доблесть і честь»;
- нагрудний знак «За досягнення у військовій службі» ІІ і І ступенів;
- нагрудний знак «За військову доблесть»;

## Інше
Життєве кредо: «Ніхто, крім нас» (девіз десантників).
Улюблені фільми: «Офіцери», «В зоні особливої уваги».
Улюблений письменник: Джек Лондон.